# Podlesie (Chrosna)
Podlesie – część wsi Chrosna w Polsce, położona w województwie małopolskim, w powiecie krakowskim, w gminie Liszki.
W latach 1975–1998 Podlesie administracyjnie należało do województwa krakowskiego.